# Albán festők listája

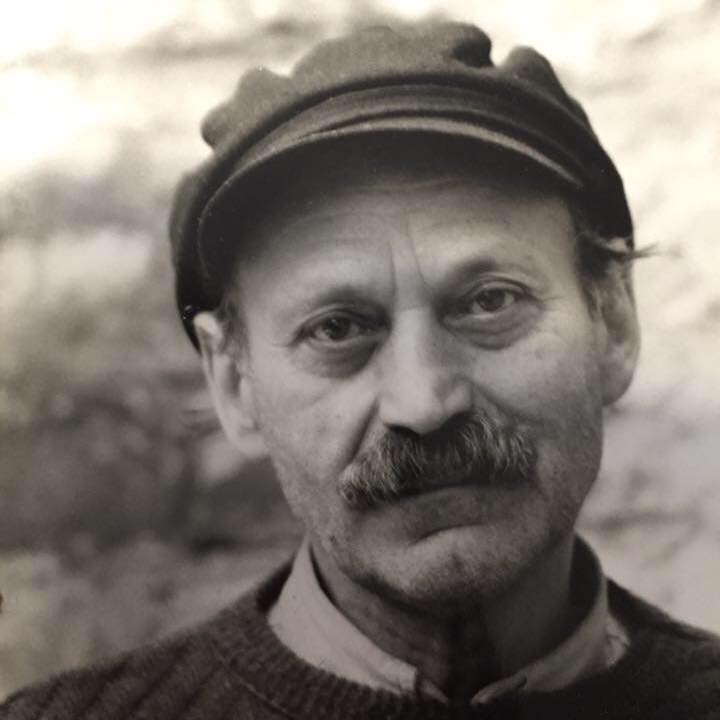
Gjelosh Gjokaj

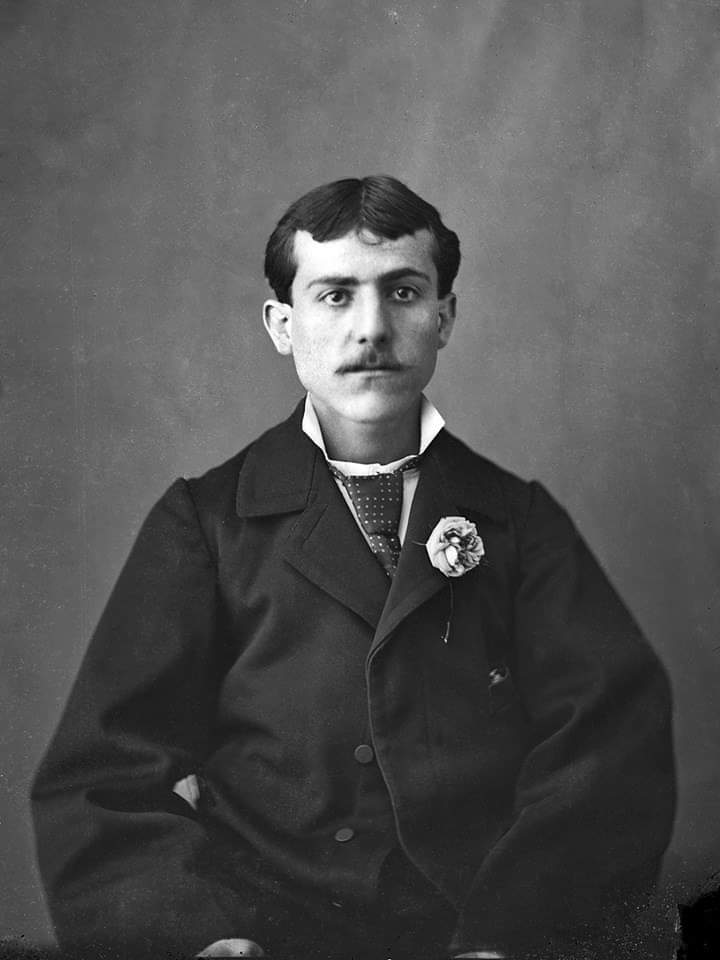
Kolë Idromeno

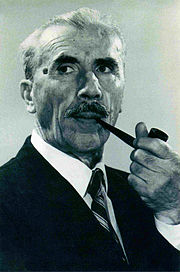
Sadik Kaceli

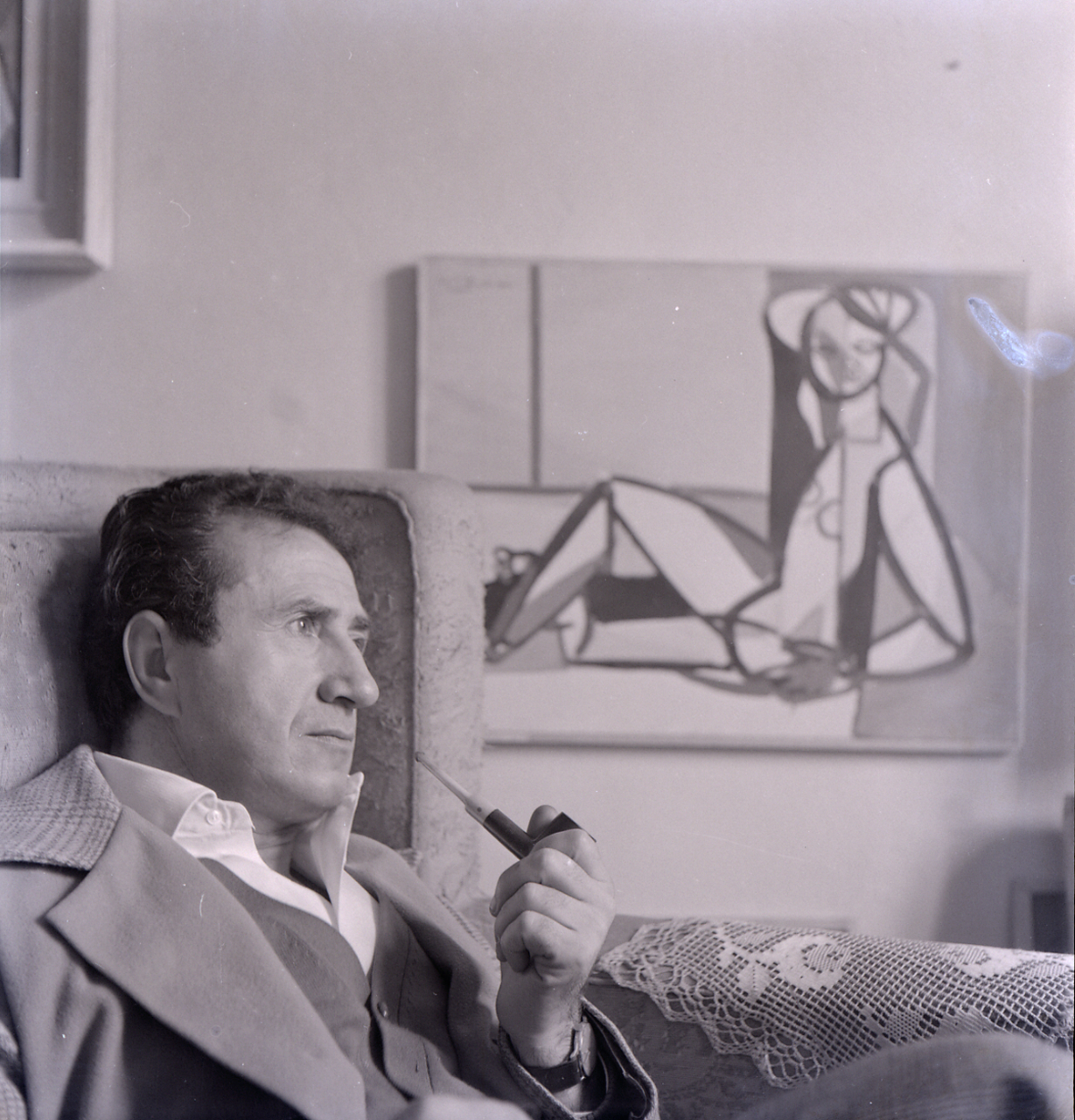
Ibrahim Kodra

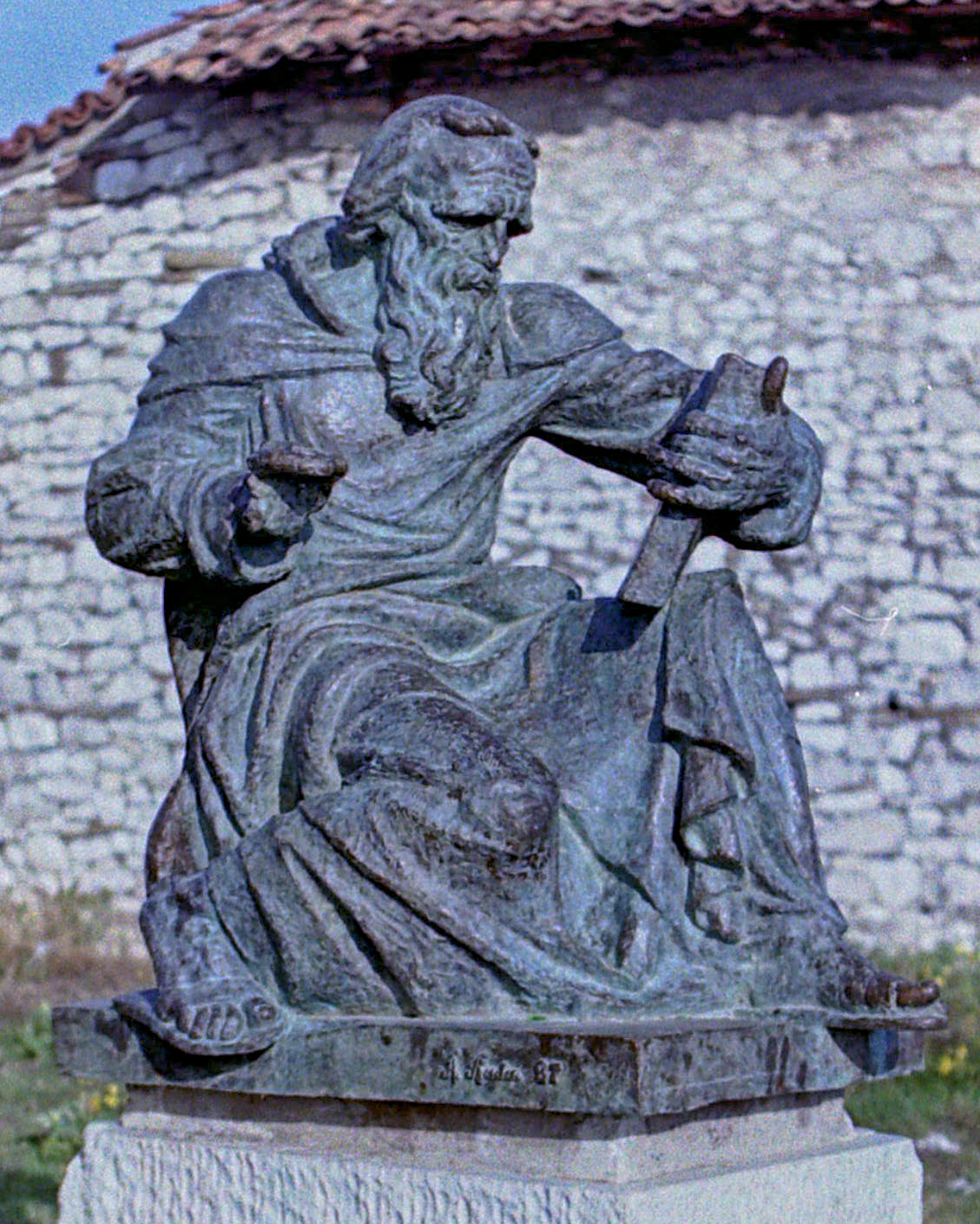
Onufri

Az albán festők listája az 1912-ben függetlenné vált Albánia, valamint a határon túli közösségek és a diaszpóra jeles albán festőművészeit sorolja fel betűrendben.
- Agalliu, Shefqet (1922–1946)
- Ahmeti, Bashkim (1949) (wd)
- Anagnosti, Mihal (19. század)
- Arapi, Mustafa (1950) (wd)
- Asllani, Bujar (1951)
- Bakalli, Naxhi (1937) (wd)
- Bardhi, Hamdi (1932) (wd)
- Basha, Arben (1947) (wd)
- Bengu, Shpend (1962)
- Bizhga, Vladimir (1937) (wd)
- Blido, Llambi (1939) (wd)
- Blloshmi, Lumturi (1944) (wd)
- Brahimi, Sytki (1951) (wd)
- Bregu, Agron (1960)
- Buza, Abdurrahim (1905–1986) (wd)
- Buza, Kujtim (1937) (wd)
- Cangonji, Abdulla (1920–1987)
- Çefa, Liljana (1940) (wd)
- Çetirët (18–19. század)
- Dilo, Ksenofon (1932) (wd)
- Elezi, Zaim (1958) (wd)
- Erebara, Besnik (1951) (wd)
- Faja, Agim (1939–2017) (wd)
- Filipi, Aleksandër (1952) (wd)
- Fushekati, Myrteza (1942)
- Gjergo, Edison (1939–1983) (wd)
- Gjikondi, Vangjel (1958)
- Golgota, Spiro (1926–1962) (wd)
- Grezda, Qamil (1917–1992) (wd)
- Haliti, Helidon (wd)
- Haxhiu, Fatmir (1927–2001) (wd)
- Hila, Edi (1944)
- Hysa, Shaban (1938–2005) (wd)
- Idromeno, Kolë (1860–1939)
- Isufi, Ardian (1973)
- Jani, Vladimir (1922–2002)
- Jeromonaku, Konstandin (17–18. század)
- Jonuzi, Nestor (1944) (wd)
- Jukniu, Danish (1934–2003) (wd)
- Kabashi, Leon (1909–1998)
- Kaceli, Sadik (1914–2000)
- Kadillari, Agim (1953) (wd)
- Kamberi, Skënder (1939) (wd)
- Keraj, Jakup (1933–1987) (wd)
- Kilica, Vilson (1932–2016) (wd)
- Kodheli, Kel (1918–2006) (wd)
- Kodra, Ibrahim (1918–2006) (wd)
- Kokushta, Petro (1943) (wd)
- Kolombi, Zef (1907–1949)
- Kostandini, Anastas (1954)
- Kristo, Spiro (1936–2011) (wd)
- Kushi, Andrea (1884–1959) (wd)
- Leka, Gazmend (1953) (wd)
- Lulani, Ismail (1933–2002) (wd)
- Madhi, Guri (1921–1988) (wd)
- Martini, Ndoc (1880–1916) (wd)
- Mele, Pandi (1939–2015) (wd)
- Mesarea, Qenan (1889–1964) (wd)
- Milaqi, Toni (1974) (wd)
- Mio, Vangjush (1891–1959) (wd)
- Morina, Arben (1956) (wd)
- Muharremi, Artur (1958) (wd)
- Nallbani, Hasan (1934) (wd)
- Nikolla, Llazar (1906–1984)
- Onufri (16. század)
- Onufri, Nikollë (16. század) (wd)
- Oseku, Ali (1944) (wd)
- Paci, Adrian (1969) (wd)
- Paci, Ferdinand (1940) (wd)
- Papa, Aristotel (1921–2002)
- Pëllumbi, Fadil (1918–1997) (wd)
- Përmeti, Robert (1949) (wd)
- Përvathi, Pashk (1958) (wd)
- Priftuli, Gavril (1938) (wd)
- Progri, Niko (1936–2010)
- Qarri, Musa (1943) (wd)
- Qiprioti, Onufër (16–17. század)
- Rama, Edi (1964)
- Reçi, Hasan (1914–1980)
- Rrota, Simon (1887–1959)
- Sako, Shyqyri (1937) (wd)
- Saro, Minella (1934)
- Sejdini, Bukurosh (1916–1991) (wd)
- Selenica, David (18. század) (wd)
- Shami, Agim (1942)
- Sheldia, Pjerin (1937)
- Shijaku, Sali (1933) (wd)
- Shima, Alush (1942) (wd)
- Shima, Orion ()
- Shoshi, Zef (1939) (wd)
- Shpataraku, Kostandin (18. század) (wd)
- Stamo, Foto (1916–1989) (wd)
- Sulovari, Isuf (1935–2006) (wd)
- Taci, Stefan (1961)
- Temali, Albana (1966) (wd)
- Tuçi, Sabri (1916–1992) (wd)
- Tula, Besim () (wd)
- Tushi, Vangjush (1914–1982)
- Vasili, Vangjo (1949) (wd)
- Velo, Maks (1935)
- Xega, Spiro (1863–1953) (wd)
- Xhokaxhi, Ilia (1948–2007) (wd)
- Zajmi, Agim (1936–2013) (wd)
- Zajmi, Nexhmedin (1916–1991) (wd)
- Zengo Antoniu, Androniqi (1913–2000) (wd)
- Zengo Papadhimitri, Sofia (1915–1976) (wd)
- Zografi, Kostandin és Athanas (18. század) (wd)

## A diaszpóra festőművészei
- Andrea, Aleksi (1425–1505), Itália (wd)
- Behluli, Demir (1938), Macedónia (wd)
- Blloshmi, Vera (1923–1998), Egyesült Királyság
- Boria, George Dhimitër (1903–1990), Amerikai Egyesült Államok
- Capo, Sotir (1934–2012), Amerikai Egyesült Államok (wd)
- Delija, Lin (1926–1994), Olaszország (wd)
- Dino, Abidin (1913–1993), Törökország, Franciaország (wd)
- Dino, Ali (1890–1938), Görögország (wd)
- Dino, Arif (1893–1957), Törökország (wd)
- Emini, Shefqet Avdush, Hollandia (wd)
- Emra, Bedri (1942), Koszovó (wd)
- Emra, Tahir (1938), Koszovó (wd)
- Ferri, Jakup (1832–1879), Oszmán Birodalom (wd)
- Ferri, Rexhep (1937–2024), Koszovó (wd)
- Fetah Berkel, Sabri (1907–1993), Törökország (wd)
- Gërvalla, Veli (1935–2014), Koszovó (wd)
- Gjini, Theohar (1880–1956), Románia
- Gjokaj, Gjelosh (1928–2016), Olaszország, Németország (wd)
- Goranci, Kamuran (1955), Koszovó (wd)
- Janko, Lika (1928–2001), Bulgária (wd)
- Kaleshi, Omer (1932), Franciaország (wd)
- Kastrati, Adem (1930–2000), Macedónia (wd)
- Krasniqi, Faik (1956), Koszovó (wd)
- Krasniqi, Hysni (1942), Koszovó (wd)
- Mulliqi, Muslim (1934–1998), Koszovó (wd)
- Nimani, Aziz (1936–2005), Koszovó (wd)
- Saraçi, Çatin (1902–1974), Egyesült Királyság (wd)
- Tashko, Artur (1901–1994), Kolumbia (wd)
- Valla, Esat (1944), Koszovó (wd)